# Battaglia di Tunisi (310 a.C.)
La battaglia di Tunisi fu combattuta tra l'esercito di Cartagine e quello del tiranno Agatocle di Siracusa, nel 310 a.C. Fu la prima grande battaglia della spedizione in Libia che Agatocle decise di intraprendere mentre la stessa Siracusa era sotto assedio punico. Anche se in pesante inferiorità rispetto ai soldati dell'esercito cartaginese, i soldati di Agatocle, però, avevano molta più esperienza nell'arte bellica rispetto alle leve cartaginesi. Un altro importante fattore fu il terreno che impedì ai cartaginesi di utilizzare la loro manovra di aggiramento. I cartaginesi subirono una pesante sconfitta che indusse alcuni dei loro alleati a cambiare schieramento a favore di Agatocle.

## Antefatti
Prima durante la sua guerra contro Cartagine, Agatocle perse la battaglia del monte Ecnomo del 311 a.C. e il controllo della Sicilia, fuorché della sua città: Siracusa, che era stata assediata dai cartaginesi nello stesso anno. Piuttosto che affrontare l'esercito che assediava Siracusa egli decise di iniziare un inaspettato e rischioso attacco alla madrepatria dei suoi nemici, la Libia. Avrebbe così voluto sviare le intenzioni cartaginesi da Siracusa ed incitare gli alleati libici a rivoltarsi contro Cartagine, oltre a permettere loro di saccheggiare i ricchi territori di Cartagine. Calcolò che il suo esperto esercito, anche se poco rimase di esso, avrebbe posto un confine alle forze cartaginesi là, che non erano così esperte come quelle in Sicilia.
Con sessanta triremi Agatocle ordinò di fuggire dall'assedio di Siracusa nell'agosto del 310 a.C.. La sua flotta scappò da una battaglia navale con alle spalle la flotta cartaginese dato che erano sbarcati a Latomiae, vicino all'odierno Capo Bon. Agatocle bruciò le sue navi, rimuovendo ogni mezzo di fuga ai suoi soldati. In più, non ebbe bisogno di lasciare una parte dei soldati a far la guardia contro i ladri cartaginesi.
Dopo il saccheggio dell'esercito greco nel prospero territorio della nazione, Agatocle permise al suo esercito di condurre un assedio a una città cartaginese, Megalopoli. Anche se la città possedeva mura, l'attacco giunse inaspettato agli abitanti che non aveva esperienza in guerra. Dopo una piccola resistenza i greci saccheggiarono e distrussero la città. Appena dopo Agatocle rase al suolo la città di Tunisi e si appostò col suo esercito all'infuori di essa. È stato ipotizzato che la città di Megalopoli possa ricondursi alla moderna città di Soliman e Tunisi con l'odierna Tunisi, anche se non si hanno certezze.
A Cartagine giunse il panico quando gli abitanti vennero a conoscenza dell'arrivo di Agatocle. Pensarono immediatamente che egli non avrebbe mai lasciato la città se non avesse distrutto l'esercito e la flotta cartaginese. La disperazione giunse quando si venne a sapere dai messaggeri che Agatocle era riuscito a fuggire dall'assedio della città. Il consiglio nominò i rivali Annone e Bomilcare di un esercito per sconfiggere quello di Agatocle. Secondo Diodoro Siculo Bomilcare avrebbe approfittato del comando datogli per governare da solo Cartagine.

## La battaglia

Schieramento degli eserciti nella battaglia di Tunisi.

Annone e Bomilcare non aspettarono soldati dagli alleati e non ne reclutarono altri, ma si diressero velocemente contro Agatocle. Si misero a capo di un esercito di 40000 uomini, 4000 cavalieri e 2000 carri prendendoli dalle guarnigioni cartaginesi. Il numero di carri è probabilmente molto esagerato. Giustino invece conta 30000 uomini e scrive che solo Annone fu il generale. I cartaginesi si avvicinarono al campo nemico in formazione di guerra. Annone comandava il fianco destro dove c'era il battaglione sacro. Bomilcare comandava il fianco sinistro con una profonda falange, perché il terreno non permetteva di estendere la formazione. Posizionò i carri e i cavalieri avanti, in modo da colpire per primi i greci.
Agatocle piazzò suo figlio Arcagato a destra con 2500 fanti. Schierò anche 3500 siracusani, 3000 tra sanniti, etruschi e celti. Scelse 1000 opliti, e li mandò a combattere contro il battaglione sacro. Divise 500 arcieri e frombolieri tra le ali. Per alzare il morale dei suoi pregò la dea Atena tra le sue file.
I carri e dopo la cavalleria caricarono inizialmente i greci, ma i loro assalti si dimostrarono vani. Subirono molte perdite e si rifugiarono nella retroguardia dell'esercito cartaginese. Dopo i fanti ingaggiarono battaglia. Annone e il battaglione sacro attaccarono ferocemente causando molte perdite tra i greci. Ciononostante, Annone subì molti feriti e morti. I cartaginesi vicino a lui si spaventarono, mentre si incoraggiarono a vicende per spingere più forte. Quando Bomilcare se ne accorse, diede ordine di ritirata verso un terreno più in alto. Tuttavia questa mossa segnò il destino dei cartaginesi. Il battaglione sacro continuò a resistere, ma dovette darsi alla fuga appena fu circondato. Agatocle li inseguì fino a Cartagine per un po' di tempo, ma tornò indietro e saccheggiò il campo avversario.

## Conseguenze
Con le sue ristrette forze, Agatocle non fu in grado di assediare Cartagine, perciò si accampò e si diede al saccheggio dei territori circostanti. A Cartagine i cittadini pensarono di patire tutto ciò a causa dell'ira degli dèi, che necessitavano di essere soddisfatti. Inviarono una grande somma e delle offerte alla città madre di Tiro come sacrifici per Melqart. Per Baal sacrificarono duecento bambini e altre trecento persone che misero in una fossa e bruciarono.
Molte città intorno a Cartagine si schierarono con Agatocle, o pieni di paura nei suoi confronti o pieni di odio per Cartagine. Dopo aver fortificato il suo campo presso Tunisi e lasciati un'adeguata guarnigione, assoggettarono le città lungo la costa. Assalirono Neapolis ma non la saccheggiarono. Posero un assedio a Susa per breve tempo; Elima, re dei libici, strinse un'alleanza con lui. I cartaginesi sfruttarono la sua assenza per attaccare Tunisi, distruggendo l'accampamento e assediando la città. Quando Agatocle lo venne a sapere, lasciò l'assedio di Susa con poche truppe per viaggiare su una montagna dove fossero visibili le città di Tunisi e Susa. Escogitò uno stratagemma per entrambe le città facendo accendere ai suoi soldati una grande quantità di luci nella notte. I cartaginesi abbandonarono l'assedio e si ritirarono pensando che stesse per avvicinarsi Agatocle con un grande esercito. Susa gli si arrese sempre per la paura che Agatocle stesse continuamente ricevendo rinforzi ed equipaggiamenti. Poi, Agatocle prese Thapsus assalendola; e continuò a espandere il suo potere su più città grazie al suo esercito e alla persuasione. Dopo aver guadagnato il controllo di tutte le città nei dintorni di Cartagine, il cui numero era duecento, pianificò di condurre il suo esercito più lontano nei meandri della Libia.
Aveva a che fare anche con una battaglia minore a Tunisi. I cartaginesi ricevettero 5000 uomini che si erano ritirati dall'assedio di Siracusa per rinforzare l'esercito in patria. Pochi giorni dopo Agatocle partì per l'entroterra della Libia, tuttavia i cartaginesi ritentarono l'assedio di Tunisi con i loro rinforzi. Essi si erano uniti con alcuni alleati libici, compreso il re Elima che aveva tradito l'alleanza con Agatocle. Quando questa notizia raggiunse Agatocle, egli tornò indietro marciando di notte; arrivò all'alba attaccando di sorpresa l'esercito assediante cartaginese. Uccise 2000 loro soldati oltre al re Elima e prese alcuni prigionieri. Dopo il successo riprese la sua campagna in Libia fino alla battaglia di Tunisi del 309 a.C.